# Панше, Жан Арман Изидор
Жан Арман Изидор Панше (фр. Jean Armand Isidore Pancher, 1814 — 1877) — французский ботаник.  

## Биография
Жан Арман Изидор Панше родился в 1814 году.
В 1857 году он приехал в Новую Каледонию. Своими исследованиями и создаваемыми коллекциями Панше способствовал открытию большого числа видов растений в Новой Каледонии и Французской Полинезии.
Жан Арман Изидор Панше умер в 1877 году.

## Научная деятельность
Жан Арман Изидор Панше специализировался на семенных растениях. Он описал более 200 видов растений.

## Публикации
- Avec Hippolyte Sebert — Notice sur les bois de la Nouvelle-Calédonie suivie de Considérations générales sur les propriétés mécaniques des bois et sur les procédés employés pour les mesurer. Paris — Revue Maritime et Coloniale, 1873 et 1874.